# Kim U-Gil
Kim U-Gil (nacido el 17 de octubre de 1949) es un boxeador profesional norcoreano quien ganó la Medalla de plata en la categoría de boxeo Peso minimosca (– 48 kg) en los Juegos Olímpicos de Múnich 1972, Alemania. En la final, fue derrotado por el húngaro György Gedó por puntos (5:0). 